# Nikolai Semiónov
Nikolai Nikolàievitx Semiónov, rus: Никола́й Никола́евич Семёнов, (Saràtov, Rússia 1896 - Moscou, URSS 1986) fou un físic, químic i professor universitari soviètic guardonat amb el Premi Nobel de Química l'any 1956.

## Biografia
Va néixer el 15 d'abril de 1896 a la ciutat de Saràtov, situada a l'óblast de Saràtov. Va estudiar física, química i matemàtiques a la Universitat de Sant Petersburg i fou nomenat professor de física de l'Institut Politècnic de Leningrad després d'haver participat en la Guerra Civil Russa, sent Semenov l'introductor de la química física al seu país.
Va morir el 25 de setembre de 1986 a la ciutat de Moscou.

## Recerca científica
Interessat inicialment en l'estudi de la física molecular i dels fenòmens electrònics, al costat de Piotr Leonídovitx Kapitsa descobrí el 1922 el modus de mesurar el camp magnètic d'un nucli atòmic, que posteriorment seria modificada i millorada per Otto Stern i Walther Gerlach i coneguda amb el nom d'experiment de Stern-Gerlach. El 1925 al costat de Iàkov Frénkel estudià la cinètica de la condensació i adsorció dels vapors. El 1927 va estudiar la ionització dels gasos així com la química de l'electró, i el 1928 al costat de Vladímir Fok va crear la teoria de la descarga trencada de dielèctrics.
Posteriorment es va dedicar completament a la cinètica química, al desenvolupament de la qual va contribuir notablement. La seva tasca va ser especialment intensa durant la Segona Guerra Mundial, quan els problemes de combustió i explosió van adquirir extraordinària importància.
Posteriorment va treballar en el camp de les reaccions químiques en cadena, el coneixement de la qual va contribuir de manera molt considerable igual que el químic anglès Cyril Norman Hinshelwood amb el qual va mantenir estretes relacions científiques i va compartir el Premi Nobel de Química l'any 1956. A més, va rebre el títol d'Heroi del Treball Socialista en dues ocasions, l'orde de Lenin en cinc, dos Premis Stalin (1941 i 1949), la Medalla d'or Lomonóssov el 1969, l'orde de la Revolució d'Octubre, l'orde de la Bandera Roja del Treball, la medalla del Centenari de Lenin i el Premi Lenin (1976), entre altres guardons.